# 浸没光刻

在浸没光刻中，来自上方的紫外线辐射先穿过一组透镜（1）和一层薄液膜（2；此处为水），然后照射晶圆（3）表面的光刻胶。

浸没光刻是一种微电子生产工艺中的技术，用于在光刻结构化过程中获得更清晰的光学成像。该技术利用与浸没显微镜相同的原理，但其目的不是观察物体，而是将光罩上已有结构以缩小比例投影到光刻胶层中，参见光刻。它是投影曝光的改进，通过将物镜最后一片透镜与晶圓表面间隙中的空气替换为具有尽可能高折射率的浸没液。与不使用浸没介质的同类设备相比，该方法能够制造更小的结构，因为可实现更大的数值孔径和更深的景深。
引入浸没光刻使得基于ArF准分子激光（亦称193纳米光刻）的现有光刻系统（包括透镜系统、光罩、光刻胶等）得以继续使用，同时仍能制造更小的结构。因此，可暂缓引入成本高且尚不适合工业化大规模生产的替代技术，如EUV-或电子束曝光。截至目前，在光刻系统演进中，它是最后一项基于折射的技术。
浸没光刻是工业大规模生产集成电路、制造结构尺寸为28纳米至10纳米的芯片的最常用技术，是生产电子计算机处理器、智能手机单片系统等微电子产品的关键技术。

## 历史
早在顯微鏡学领域就已知通过使用浸没显微镜改善光学系统分辨率的原理。由于浸没液的折射率(n)大于空气(n空气≈1)，可增大光学系统的数值孔径，从而提高景深并改善分辨率。1981年，日立首次就将浸没技术应用于光刻提出专利申请，1980年代末进一步研究并在浸没显微镜中演示，1990年代末针对现代胶系统展示。21世纪初开始加速技术落地。研究指出，传统“干式”光刻系统（无浸没介质）难以满足所需分辨率，浸没光刻成为延续微电子电路缩放的有力候选技术。
2003、2004年，首次演示了针对HeCd、Nd:YAG和ArF激光（波长分别为442、213和193纳米）的浸没光刻。当时，193纳米“干式”ArF扫描器已被工业化应用，浸没式ArF扫描器（亦称193i光刻）迅速发展，这主要归功于其改造现有“干式”系统所需的技术调整相对较少。相比之下，引入157纳米波长的氟准分子激光器或如EUV、X射线或电子束曝光等替代方法则需重新设计光刻胶和激光光学系统。2004年，首台适用于量产的193i扫描器ASML AT1150i（NA=0.75）交付至奥尔巴尼纳米技术中心（Albany NanoTech）。浸没式扫描器以水为介质可实现接近水极限的NA1.3–1.35，并被多家闪存制造商用于55纳米制程节点。2010年，工业级浸没光刻系统成本因厂商而异，尼康NSR-S620D约3000万美元，ASML TwinScan NXT:1950i约5500万美元。

### 可选技术：157纳米光刻
157纳米光刻技术研发的主要难题包括新型光刻胶和透镜材料的寻找。典型有机分子常见的苯酚和羧酸基团在157纳米紫外线下有很强的吸收，使辐射无法充分穿透光刻胶层；高折射率的透镜与浸没液材料同样存在过度吸收问题。157纳米紫外线波长正好位于特种石英玻璃Suprasil 3301/3302的透射窗口边缘，导致运行时发热增加，进而影响光学系统的成像精准度。虽然氟化钙（CaF₂）晶体在157纳米下透光性良好，但大型高质量晶体的制备与加工产量低、成本高昂。对于高折射率的浸没液，吸收系数问题更为严重。常用的全氟聚醚（PFPE）因化学惰性、无毒、无腐蚀且洁净室兼容性好而备受青睐，但其在193纳米处的吸收系数为0.1–0.6 cm−1，在157纳米时飙升至6–19 cm−1。虽有少数PFPE在157纳米下吸收系数低于1 cm−1，但它们在高剂量辐照后吸收系数显著上升，耐激光辐射能力不足，因此至今尚无适用于工业量产的理想材料。

## 背景与原理

浸没介质的使用可提高数值孔径（NA），从而增强分辨率。以水为介质时，透镜与水界面的入射角可达55°，而在空气中实用极限约为35°。

要理解浸没式光刻系统的功能，需要了解一些确定光学系统分辨率的基本原理。最低可实现分辨率光学系统的折射率可用以下方程描述：
要理解浸没光刻系统的工作原理，首先需了解光学系统分辨率的决定因素。光学系统的最小角分辨率{\displaystyle R}可由下式表示：
{\displaystyle R=k_{1}{\frac {\lambda _{0}}{n\cdot \sin \theta }}=k_{1}{\frac {\lambda _{0}}{\text{NA}}}}
其中，{\displaystyle k_{1}}为分辨率系数（一种工艺常数），{\displaystyle \lambda _{0}}为用于曝光的激光真空波长，{\displaystyle n}为入射介质的折射率，{\displaystyle \theta }为透镜的开口角。{\displaystyle n\cdot \sin \theta }即为成像透镜的数值孔径（NA）。
分辨率系数{\displaystyle k_{1}}取决于曝光工艺，通过曝光条件、掩膜技术和光刻胶性能决定。过去几十年中，通过改进光刻胶化学等手段，{\displaystyle k_{1}}已从约0.8降至0.38，从而显著提升了光刻系统的分辨率。此外，以往通过缩短曝光波长（由水銀燈的h、i谱线，到KrF准分子激光（248 纳米），再到ArF准分子激光（193 纳米））、优化光刻胶或采用新型曝光技术（如倾斜曝光）等方法，不断推动分辨率极限。自ArF准分子激光引入后，进一步缩短波长（F₂准分子激光，157 纳米）已面临材料透光性的瓶颈。在这一波段，常用材料（透镜、光刻胶、光罩、掩膜保护膜等）均透光性不足。157纳米光刻的发展因此需引入新材料，并对现有系统进行大幅改造，成本高昂。正因如此，行业开始探索如电子束曝光等替代工艺及其他“技术手段”，以在工业规模上实现更佳分辨率。
这些“技术技巧”之一是改变系统的数值孔径——其他技巧包括多重结构化——因为光学系统对结构进行成像的能力与成像设备的数值孔径成反比（参见上文公式）。“干式”光刻系统中的数值孔径最大为1——这是由于空气折射率导致的理论极限；实际峰值约为0.95。由于无法通过增强折射（在透镜处）来进一步提高分辨率，因此只能通过更换耦合介质（空气）来提高数值孔径（ n空气）。 ≈ 1) 在最后一块透镜（目前主要由石英制成）和涂有光刻胶的晶圆之间，通过折射率更高的浸没介质进行成像。这种变化对分辨率有非常显著的影响，因为激光的波长（在真空中为193 纳米）在水中约为 134 纳米。
其中一种“技术手段”是改变系统的数值孔径——其他手段例如多重图案化——因为光学系统的成像能力与数值孔径成反比（参见上文公式）。在“干式”光刻系统中，NA最大理论值为1（空气折射率所限），实际峰值约为0.95。由于无法仅通过增强物镜折射来进一步提升分辨率，NA的提升只能通过将最后一片透镜（通常由石英制成）与涂有光刻胶的晶圆之间的耦合介质——空气（n空气≈1）——替换为折射率更高的浸没介质来实现。这一改变对分辨率有显著提升，因为激光在真空中的波长为193 nm，而在水中约为134 nm。

在相同景深（相同光刻胶入射角）下，为达到相同成像深度，浸没介质所需入射角更小。

另一个关键参数是焦深（depth of focus，DOF），它表示沿曝光系统光轴方向上成像保持清晰的范围。由于要覆盖整个光刻胶层厚度并补偿晶圆表面的不平整，景深必须足够，否则焦面上下的图形会明显缩小，导致“悬垂”或掩膜未完全打开等成像缺陷。
与分辨率类似，景深受曝光波长、NA以及透镜与光刻胶之间介质的影响。对于投影系统，可按下式计算景深：
{\displaystyle {\text{DOF}}={\frac {k_{2}}{2}}\cdot {\frac {\lambda _{0}}{n\cdot \left(1-{\sqrt {1-{\frac {{\text{NA}}^{2}}{n^{2}}}}}\right)}}}
对于小角度{\displaystyle \theta }，该式可近似为：
{\displaystyle {\text{DOF}}=\propto {\frac {n\cdot \lambda _{0}}{{\text{NA}}^{2}}}}
由此可见，在相同波长和介质条件下，NA增大时景深会降低。此前各类系统优化中，这始终是必须权衡的折衷。物理上，这是因为随着NA增大，z方向的空間頻率分量更易失相，远离焦面时图像变得模糊。
总之，与同类“干式”系统相比，浸没介质显著优化了成像性能。即使使用折射率为1.47（193 nm处）的高纯度水，分辨率也可提升约30–40%（视材料而定）；而仅将ArF准分子激光换为F2准分子激光，仅能带来约19%的提升。此外，在相同NA下，对晶圓表面不平整的容忍度（即焦深）也约提高一倍。然而，光罩图案在光刻胶中的投影始终需在分辨率与景深之间权衡，二者无法同时达到极致。

## 技术结构

在最后一片透镜与晶圆之间，通过连续流动的水流和边缘处的空气幕固定浸没液位置的浸没光刻系统局部润湿结构。

现代浸没光刻设备的技术结构与基于ArF准分子激光器（193 nm）的干式光刻系统基本相同。包括激光光源、聚光透镜系统、掩模支架、聚焦光学系统和放置晶圆的样品台。不同之处在于需在晶圆与最后一片透镜之间保持浸没液，主要有两种实现方式：
- 整个晶圆的润湿（stage immersion，即晶圆在液体中的浸没，或）
- 整体浸没（stage immersion，即将晶圆浸入液体，或）
- 局部浸没液（英文）

当前设备均采用局部浸没液供应，因为其润湿和去除时间更短，效率更高。通常在透镜周围设置一个水槽，通过悬浮在晶圆上方数微米的所谓适配器，在曝光过程中保持水层稳定，实现快速润湿与快速去除。为防止浸没液侧向流失或伴随晶圆移动残留，在适配器边缘产生细微空氣門（air curtain）。

浸没液在样品与喷嘴相对速度增加时的润湿行为变化示意图；可见顺动方向和逆动方向形成不同的接触角。

液层稳定性还取决于扫描速度（晶圆与透镜的相对速度）和动态接触角（浸润角和脱润角，也称推进角和后退角）。它们影响液膜被拉扯产生液体损失或润湿不稳定的程度。低速且脱润角极低时（水在亲水表面），常见薄液膜被拖拽成滴状流失；高速且接触角较大时（水在疏水表面），则因表面张力不足以克服液弯月面惯性而出现液损。对于典型扫描速度500 mm/s（每台设备每小时可处理约150片晶圆），脱润角应在70°及以上。而常规为干式光刻开发的193 nm光刻胶其脱润角仅43–53°，因此需使用特殊光刻胶或在光刻胶表面添加疏水保护层以减少化学侵蚀等影响。

## 浸没液
高纯度水（n水, 193 nm≈1,47）自研究伊始就是主要的浸没液，也是迄今唯一应用于工业生产的浸没介质。除第一代水外，目前还在研究折射率更高（1.65–1.8）的其他液体。第二代浸没液包括均相有机液体，例如全氟聚醚（PFPE）或环烷烃。折射率约1.65时，相对于水可再提升约14%的分辨率。与透镜材料类似，浸没液同样要求折射率温度依赖性低（亦称热光学系数dn/dT）和紫外区吸收系数α < 0.15 cm−1，否则会因光程差导致强度不均，并因温度变化引起焦点漂移。浸没液吸收还可能对光刻胶造成辐射损伤（分解、化学反应乃至气泡形成），这些影响难以完全校正。因而还需高熱容量和良好熱導率。但许多有机液体因自由电子或混成軌域中电子，在193 nm和157 nm波长下吸收系数较高，难以找到合适材料。
为获得更高折射率并开发用于高折射率透镜（如镥铝石榴石，193 nm处n=2.14）的材料，需另觅方案，因为尚无均相液体折射率超过1.8。故目前研究第三代浸没液，即在有机液体中悬浮纳米颗粒（如来自LuAG或二氧化锆的5 nm球形颗粒）的悬浮液。总体而言，第二代和第三代高折射率浸没液对数值孔径提升的收益有限，相关研究到2008年已落后于产业进度。其工业化应用仍不明朗。

## 量产使用中的问题
一般而言，半导体技术中新工艺只有在缺陷密度达到与类似“干式”光刻相当水平时才会投入生产。因此，对浸没光刻在大规模生产中应用的最大障碍，是晶圆上微芯片的缺陷及其他可能导致良率下降的因素。早期研究集中于消除浸没液中的气泡、温度和压力波动，以及光刻胶对浸没液的吸收。已识别出浸没光刻的固有缺陷及水供给单元产生的颗粒（常见缺陷来源）。
研究还表明，水会从光刻胶中提取部分光引发剂（在曝光时生成光酸的光活性物质）及光酸本身（通常为羧酸，可将显影速率提高1至2个数量级）。必须防止这些物质自光刻胶向浸没水相扩散，以避免光学物镜被酸或杂质损害，并防止扩散对光刻胶显影的不利影响。
在193 nm紫外照射下，水会电离，产生溶剂化电子，它们在光刻胶中扩散并与之反应，降低分辨率性能。
上述潜在缺陷问题促使人们考虑在光刻胶表面直接添加一层覆盖膜，以阻隔水和PAG在液体与光刻胶间扩散。同时对液体与覆盖膜的界面进行了优化，以减少水痕。在使用覆盖膜时，还必须排除或预防覆盖膜自身可能产生的缺陷。
在现代扫描器大规模生产的典型扫描速度（约500 mm/s）下，光刻胶与水的接触时间极短。由此衍生的主要问题有：一是水残留导致的缺陷（水痕形成），二是光刻胶与水的附着力丧失（空气间隙形成）。表面疏水性和水的供给／排出方式是实现技术的关键。此外，晶圆边缘区域由于水流回转（回流），可能携带边缘和背面颗粒，导致缺陷在此处集中。  

## 当前和未来的用途

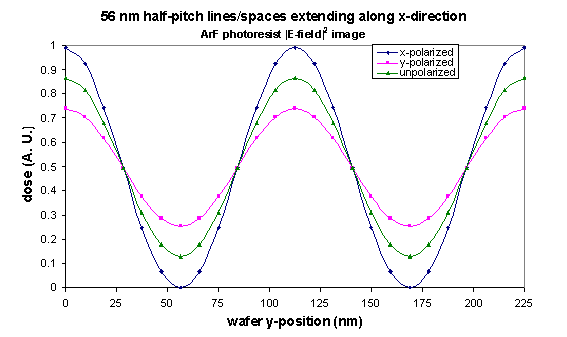
浸没光刻中的偏振效应。对于与浸没光刻相关的间距，所用光的偏振会影响光刻胶内的强度。此示例为半间距56 nm。

ASML（采用蔡司公司的光学系统）、尼康和佳能目前是唯一提供工业化浸没光刻系统的商业厂商。自2007年以来，多家大型半导体公司已在45纳米及以下制程中采用这些系统，如IBM、格芯（原AMD代工部门）、聯華電子、东芝和德州仪器。相应产品包括AMD Athlon II和AMD加速处理器。英特尔则直到2009年才在32纳米制程中采用浸没光刻，例如在Intel Core i7（Nehalem微架構）中应用。22纳米及以下集成电路关键层很可能仍将采用浸没光刻，但这取决于极紫外光刻或电子束曝光等替代工艺的工业化进展及可用性。
目前正在研究如何在32 纳米节点之后继续应用该技术，包括采用折射率高于现有材料的新材料。这既涉及最后一片物镜，例如考虑用镥铝石榴石（193 nm时n=2.14）替代二氧化硅，也包括替换浸没液（水）及光刻胶本身。原因在于这三者中折射率最低者决定了成像系统的NA，折射率更高的材料可实现更高NA，从而提升对小结构的分辨率。新方案可实现约30 nm的光学分辨率，但预计低于40 nm时，现有光刻胶将成为制约因素。此外还需应对偏振效应、双折射及光学系统中的温度依赖型色散问题。
另一方面，诸如（设计可制造性）规则、多重图案化等技术可将半周期分辨率再缩小约2倍，使浸没光刻有望在16 纳米节点乃至更小尺寸继续使用。但在32 nm以下，使用如光学邻近校正（OPC，optical proximity correction）等非光刻技术的方法也受限；例如用以改善成像质量的锤头在光罩上几乎无处安放。

## 文献
- Yayi Wei, Robert L. Brainard. . SPIE Press. 2009. ISBN 978-0-8194-7557-2.
- Burn J. Lin. . SPIE Press. 2009. ISBN 978-0-8194-7560-2.